# Doi–Naganumalyft
Inom matematiken är Doi–Naganumalyftet en avbildning från elliptiska modulära former till Hilbert-modulära former av reella kvadratiska kroppar, introducerad av Doi & Naganuma (1969) och Naganuma (1973).
Den var en föregångare till basbyteslyftet.